# Nazionale maschile di rugby a 13 del Sudafrica
La nazionale di rugby a 13 del Sudafrica è la selezione che rappresenta il Sudafrica a livello internazionale nel rugby a 13.
Il rugby a 13 è stato originariamente introdotto in Sudafrica durante gli anni 1950 da Inghilterra e Francia con lo scopo di ampliare la conoscenza di questo sport a livello internazionale. Le due nazionali europee si affrontarono tra loro in terra sudafricana per una serie di partite dimostrative, non riuscendo però a suscitare il necessario interesse. Per il debutto della prima nazionale sudafricana si dovettero aspettare gli inizi degli anni 1960, quando nel 1962 il Sudafrica ospitò un tour del Regno Unito e l'anno seguente si recò in Australasia per giocare due partite contro l'Australia. Dopo queste prime partite il rugby a 13 praticamente sparì dal Sudafrica. La ripresa di questo sport si riebbe agli inizi degli anni 1990.
Il Sudafrica ha finora partecipato a due edizioni della Coppa del Mondo di rugby a 13, nel 1995 e nel 2000, non riuscendo a vincere nemmeno una partita.